# 곽래승
곽래승(1990년 9월 11일 ~ )은 대한민국의 축구 선수이며 포지션은 스트라이커이다.

## 클럽 경력
2013시즌을 앞두고 내셔널리그의 천안시청 축구단에 입단하면서 커리어를 시작했다.